# Nevado Anallajsi
Le Nevado Analljsi est un stratovolcan en Bolivie. La date de sa dernière éruption est inconnue. La composition principale du volcan est andésitique et dacitique. Le plateau sur lequel il repose est lui composé d'ignimbrite.